# Veiligheidsspeld

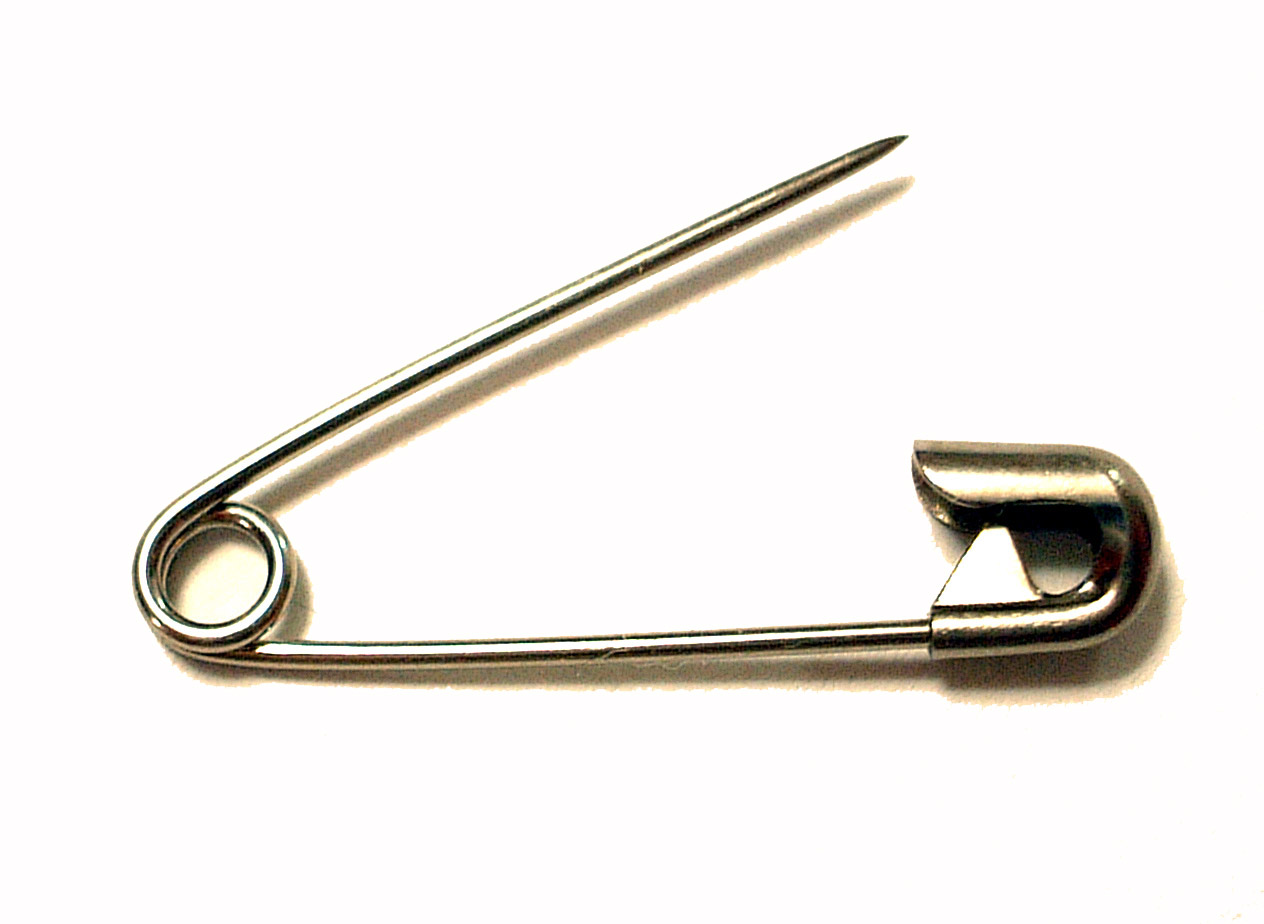
Een veiligheidsspeld

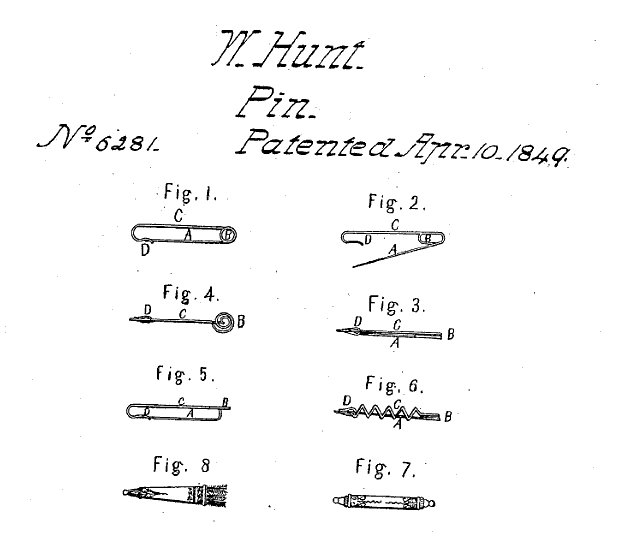
Het in 1849 verkregen octrooi op de veiligheidsspeld, nr. 6281

Een veiligheidsspeld of sluitspeld is een gebruiksvoorwerp om twee stukken stof aan elkaar vast te maken. Een vroege voorloper van de veiligheidsspeld is de Romeinse fibula, oorspronkelijk van de Mycenen in Griekenland, waarschijnlijk in de periode 3000-1200 voor Christus. De fibula had dezelfde functie als de huidige veiligheidsspeld.
In 1849 werd de veiligheidsspeld opnieuw uitgevonden door Walter Hunt. Door het aangaan van een weddenschap met een vriend voor 15 dollar verloor hij de rechten op het octrooi. Deze vriend verkocht het octrooi later weer door voor 400 dollar aan de W. R. Grace and Company.
Een veiligheidsspeld is gemaakt van stevig, maar buigzaam metaal. Door de parallelle zijden in te drukken, gaat de speld open. De veiligheid bestaat eruit, dat de punt van de speld veilig in het kapje verborgen zit. Vroeger werden ze veel gebruikt om luiers te bevestigen, tegenwoordig meer als tijdelijke oplossing bij kapotte kleding of als bevestigingsmiddel voor decoraties zoals corsages.

## Punk
In de jaren zeventig van de 20e eeuw werd de veiligheidsspeld een van de iconen van de punkbeweging en binnen die stroming in de jeugdcultuur onder meer gebruikt als piercing.

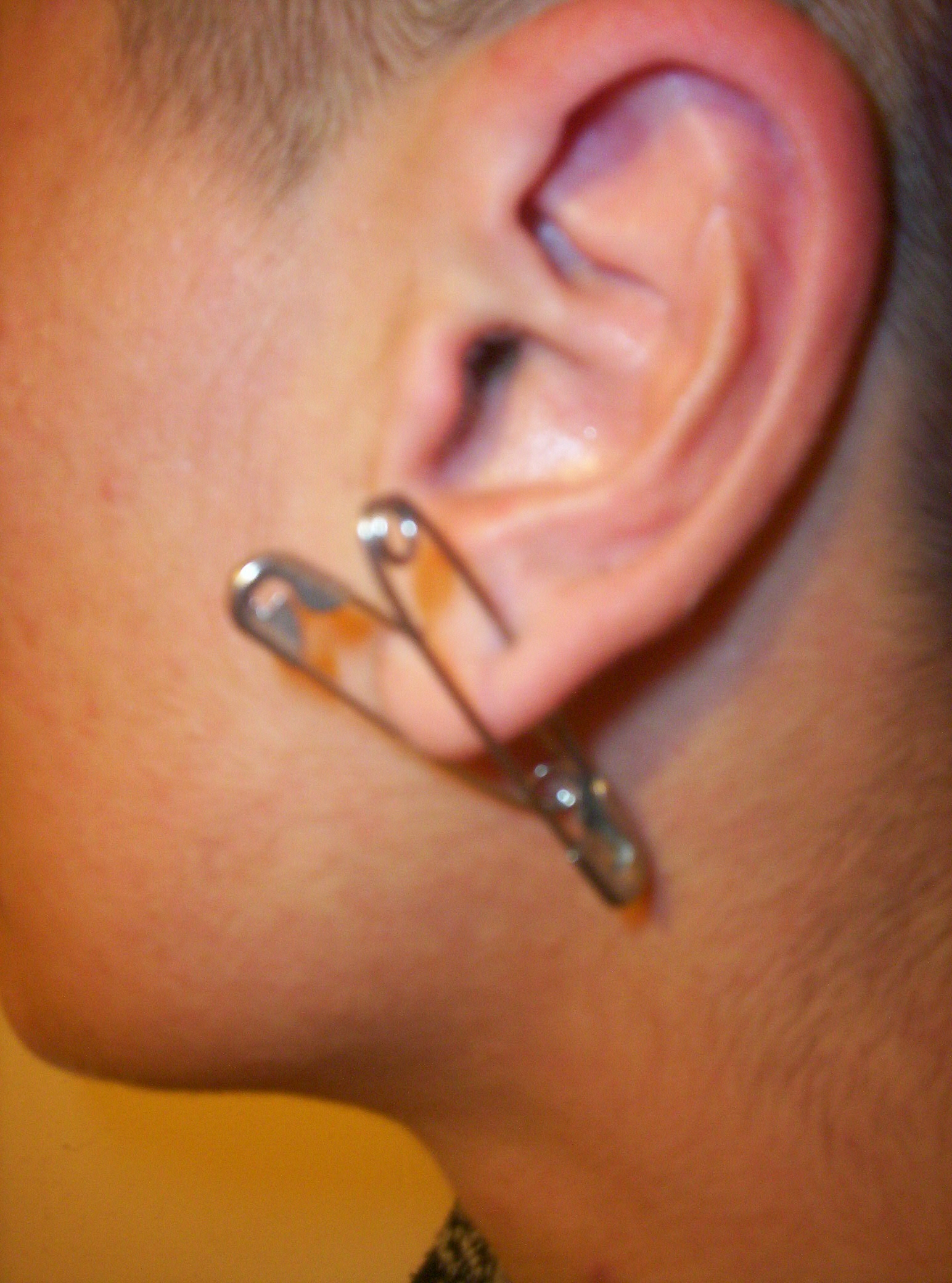
Veiligheidsspeld in de punk